# Kijewskaja mysl

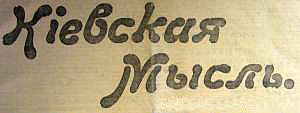
Logo der Zeitung im Jahr 1907

Der Kijewskaja mysl (russisch Киевская мысль, Kiewer Gedanke) war eine liberal ausgerichtete politisch-literarische Tageszeitung, die in Kiew von 1906 bis 1918 in russischer Sprache erschien. Ab 1917 gab es die Zeitung als Morgen- und Abendblatt. Diese seinerzeit auflagenstärkste Provinzzeitung Russlands wurde westlich des Dnepr in den Gouvernements Kiew, Podolien und Wolhynien vertrieben.

## Überblick
Verschiedentlich schrieben Maxim Gorki, Leo Trotzki, Wladimir Korolenko, Anatoli Lunatscharski und einige Menschewiki wie zum Beispiel der Ökonom Nikolai Walentinow aus Morschansk und der Advokat Alexander Martynow aus Pinsk für die Zeitung. 
Konstantin Paustowski arbeitete in Kiew zeitweise als Setzer für diese Zeitung.
Das Blatt wurde von dem Druckereibesitzer Rudolf Lubkowski (russ. Рудольф Лубковский) gegründet und dann von F. I. Bogdanow (russ. Ф. И. Богданов) weitergeführt. Redakteure waren  A. Nikolajew (russ. А. Николаев) und I.Tarnowski (russ. И. Тарновский). Als Mäzen sprang gegebenenfalls der Zuckerfabrikant Lew Israilewitsch Brodski in die Bresche.
Anfangs schlug sich der Kiewer Gedanke auf die Seite der liberalen Intelligenz und positionierte sich gegen die Schwarzhunderter. Später, während des Ersten Weltkrieges, gab sich das Blatt patriotisch und schwenkte nach der Oktoberrevolution auf die antibolschewistische linksliberal-demokratische Richtung zurück. Nachdem Petljura Kiew eingenommen hatte, kam am 15. Dezember 1918 das Ende der Zeitung.

## Trotzki
Aus Trotzkis Lebenserinnerungen geht hervor, dass er aufgrund der Illegalität, seiner Zeit im Gefängnis sowie in der Verbannung und im österreichischen Exil notgedrungen zum Journalisten wurde. Dazu gehört seine Mitarbeit in den Kiewer Gedanken. Trotzki schreibt dazu im 17. Kapitel (Vorbereitung zur neuen Revolution) seiner Memoiren:
- September 1912: „Die Kijewskaja Mysl ... machte mir das Angebot, als Kriegskorrespondent nach dem Balkan zu gehen. Dieses Angebot kam mir um so gelegener, ... Ich empfand das Bedürfnis, mindestens für eine kurze Zeit mich von den Angelegenheiten der russischen Emigration fernzuhalten. Die wenigen Monate, die ich auf der Balkanhalbinsel verbrachte, waren Kriegsmonate, und sie haben mich vieles gelehrt.“
- Januar 1913: „Die Redaktion der Kijewskaja Mysl besaß Entschlossenheit genug, meinen Artikel zu drucken, der die bulgarischen Bestialitäten gegen die verwundeten und gefangenen Türken schilderte und die Verschwörung der russischen Presse, die sie verschwieg, entlarvte. Das rief einen Sturm der Entrüstung bei den liberalen Zeitungen hervor.“
- anno 1913: „Ich debütierte in der Kijewskaja Mysl mit einem großen Aufsatz über den Münchener Simplicissimus, der mich einige Zeit, als die Zeichnungen von Th. Th. Heine noch von einem starken sozialen Geiste erfüllt waren, so sehr interessierte, ...“ ... „Die Kijewskaja Mysl war die im Süden verbreitetste radikale Zeitung marxistischer Färbung. Eine solche Zeitung konnte nur in Kiew existieren, mit seiner schwachen Industrie, seinen unentwickelten Klassengegensätzen und den starken Traditionen des intellektuellen Radikalismus. Man kann ... behaupten, daß die radikale Zeitung in Kiew aus demselben Grunde entstanden war, aus dem der Simplicissimus in München erschien. Ich schrieb in der Zeitung über die verschiedensten, mitunter im Sinne der Zensur gewagtesten Themen. Kleine Artikel waren manchmal das Resultat großer Vorarbeiten. Natürlich konnte ich in einer legalen parteilosen Zeitung nicht alles das sagen, was ich wollte.“
- Frühjahr 1914 in Wien: „Mein Einkommen aus der Kijewskaja Mysl hätte für unsere bescheidene Existenz hingereicht. Aber es gab Monate, wo die Arbeit an der Prawda mir keine Möglichkeit ließ, auch nur eine bezahlte Zeile zu schreiben. Dann trat eine Krise ein. Meine Frau kannte den Weg ins Leihhaus gut, und ich habe wiederholt meine in üppigeren Tagen erworbenen Bücher zu den Antiquaren getragen. Es kam vor, daß unsere bescheidene Wohnungseinrichtung rückständiger Miete wegen gepfändet wurde. Wir hatten zwei kleine Kinder ...“